# Vigo
Vigo je najveći grad u autonomnoj zajednici Galiciji s 293.837 stanovnika. 
Nalazi se na krajnjem zapadu Španjolske u pokrajini Pontevedra. Vigo je najveća europska ribarska luka, poznata po hladnjačama i tvornicama ribljih konzervi.
Leži na jugozapadu Galicije na istoimenom poluotoku, koji zadire u Atlantik, udaljen 27 km od grada Pontevedra i nekih 38 km od portugalske granice.
Vigo je prvi put dokumentiran u 15. stoljeću, dotad je bio toliko mali, da ga nisu držali ni za selo. Za englesko-španjolskih sukoba oko kolonija u dva navrata 1585. i 1589. napao ga je engleski admiral Francis Drake. A nakon toga u Ratu za španjolsko nasljeđe zajednička britansko-nizozemska flota pod zapovjedništvom Georga Rooka i Jamesa Butlera, u zaljevu ispred Viga 1702. uništila je španjolsko-francusku flotu.
Vigo je grad moderne arhitekture, ali ima i nekoliko starijih građevina, među njima srednjovjekovnu kapelu Casa de Caridada, neoklasicističku crkvu Santo Cristo de la Victoria, podignutu u spomen na pobjedu protiv napoleonove vojske u Ratu za nezavisnost (1808. – 14); i tvrđava Castro iz 17. stoljeća.
Pojavljuje se u knjizi 20.000 milja pod morem Julesa Vernea i u njemačkom filmu "Das Boot" redatelja Wolfganga Petersena.
U Vigu je sjedište poznatoga nogometnoga kluba Celta Vigo. 